# Gare de Montaigu (Vendée)
Ne doit pas être confondu avec Gare de Montaigut ou Gare de Montaigut (Haute-Garonne).
La gare de Montaigu est une gare ferroviaire française de la ligne de Nantes-Orléans à Saintes, située sur le territoire de la commune de Montaigu, dans le département de la Vendée, en région Pays de la Loire.
C'est une gare de la Société nationale des chemins de fer français (SNCF), desservie par des trains express régionaux TER Pays de la Loire.

## Situation ferroviaire
Établie à 47 m d'altitude, la gare de Montaigu est située au point kilométrique (PK) 38,839 de la ligne de Nantes-Orléans à Saintes entre les gares de Clisson et L'Herbergement - Les Brouzils.

## Services voyageurs

### Accueil
Gare SNCF, elle dispose d'un bâtiment voyageurs, avec guichets, ouvert tous les jours et fermé le dimanche et fêtes. Elle est équipée d'automates pour l'achat de titres de transport TER. Gare « Accès Plus » elle dispose d'un service d'accueil et d'accompagnement des voyageurs en situation de handicap.

### Desserte
Montaigu est desservie par des trains TER Pays de la Loire circulant entre Nantes et La Roche-sur-Yon ou Les Sables-d'Olonne.

### Intermodalité
Un parc pour les vélos et un parking pour les véhicules sont aménagés.
L'intercommunalité Terres de Montaigu, communauté d'agglomération réaménage en 2019 le pôle d’échange multimodal de la gare , qui sera notamment doté de 360 places de stationnement dans un parking à étages au nord, et 100 autres places sur un parking au sud des voies, et y investit 12 millions d’euros pour « améliorer considérablement l’accès à la septième gare de la région Pays de la Loire ».